# 揖斐川町立藤橋小学校
揖斐川町立藤橋小学校 （いびがわちょうりつ　ふじはししょうがっこう）は、かつて岐阜県揖斐郡揖斐川町に存在した公立小学校。

## 概要
- 旧・揖斐郡藤橋村の小学校であった。2007年、北方小学校に統合され廃校。
- 校舎は西濃学園中学校に転用されている。

## 沿革
- 1873年（明治6年） - 西横山村に有裕学校、東横山村に涵養学校が開校。
- 1880年（明治13年） - 有裕学校は西横山学校、涵養学校は東横山学校に、それぞれ改称する。
- 1894年（明治27年） - 西横山学校と東横山学校を統合。横山尋常小学校となる。
- 1897年（明治30年）4月1日 - 日坂村、西津汲村、東津汲村、外津汲村、三倉村、乙原村、樫原村、小津村、東横山村、西横山村、鶴見村、東杉原村が合併して久瀬村が発足。
- 1913年（大正2年）4月1日 - 久瀬村の一部（東横山、西横山、鶴見、東杉原）が分立して藤橋村が発足。
- 1920年（大正9年） - 横山尋常高等小学校に改称する。
- 1922年（大正11年） - 藤橋第一尋常高等小学校に改称する。
- 1941年（昭和16年）4月1日 - 横山国民学校に改称する。
- 1947年（昭和22年）4月1日 - 藤橋村立横山小学校に改称する。
- 1982年（昭和57年）
  - 1月6日 - 杉原小学校の全児童が転入する。
  - 4月1日 - 杉原小学校を統合。同時に藤橋村立藤橋小学校に改称し、現在地に新築移転[注釈 1][注釈 2]
- 1987年（昭和62年）4月4日 - 本郷分校（旧・徳山村立徳山小学校）を開設する。これは徳山ダム移転補償交渉未解決の世帯が13世帯あり、そのうち2世帯（計4名）の児童がいたため、昭和62年度限りの特別措置で設置された分校であり、教師3名が派遣され、授業を行った[注釈 3]。
  - 12月 - 該当の児童が全員転校したため、本郷分校を休校。
- 1993年（平成5年） - 本郷分校を廃止。
- 2005年（平成17年）1月31日 - 揖斐川町、谷汲村、春日村、久瀬村、坂内村、藤橋村が合併し、揖斐川町となる。同時に揖斐川町立藤橋小学校に改称する。
- 2007年（平成19年）3月 - 揖斐川町立北方小学校に統合され、廃校。